# Jadwiga Rutkiewicz-Mikulska

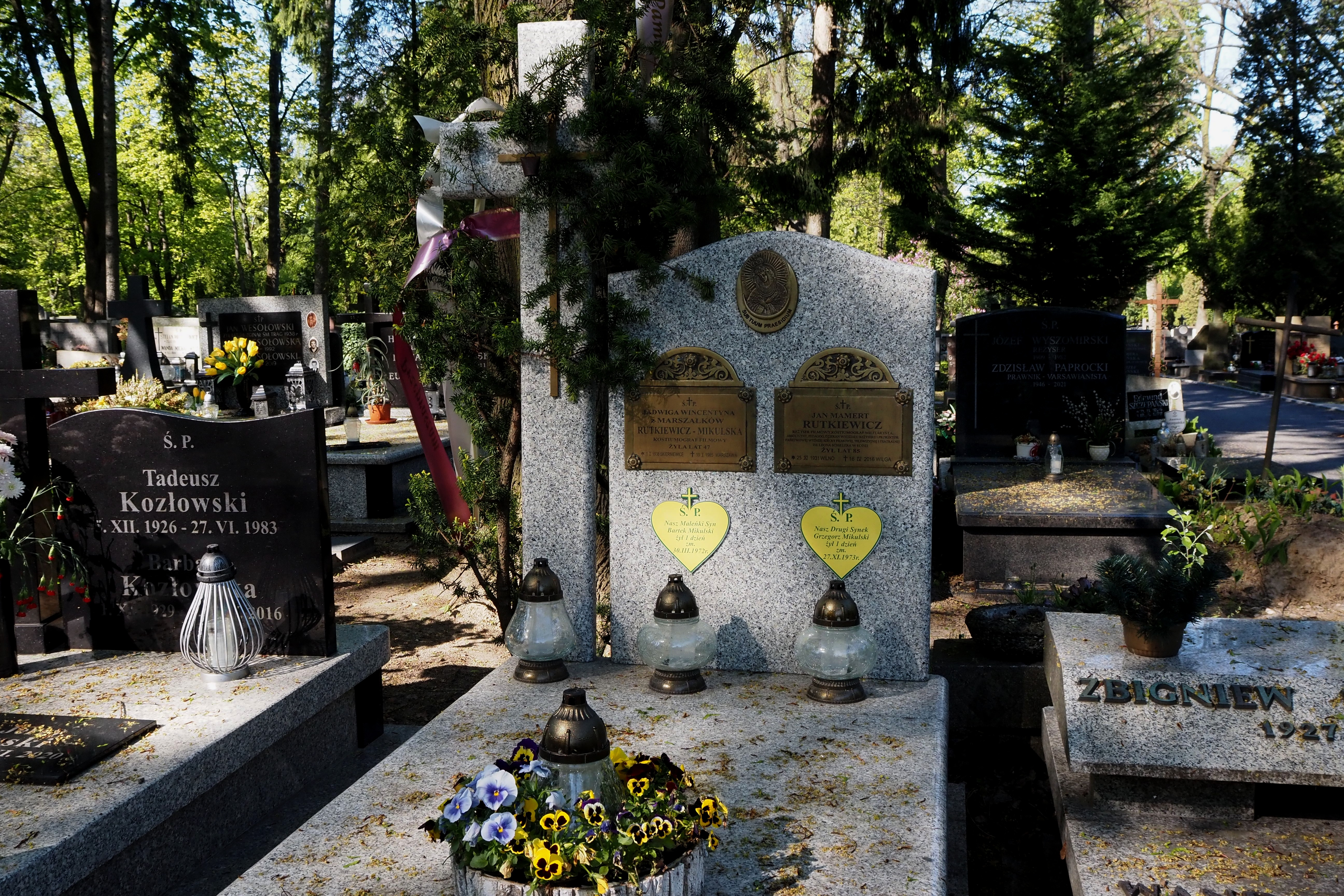
Grób kostiumografki Jadwigi Rutkiewicz-Mikulskiej i reżysera Jana Rutkiewicza na Cmentarzu Wojskowym na Powązkach w Warszawie

Jadwiga Rutkiewicz-Mikulska (ur. 1 stycznia 1938 w Skierniewicach, zm. 19 stycznia 1985 w Warszawie) – polska kostiumolog filmowa i teatralna.
Była pierwszą żoną kostiumografa Jana Rutkiewicza (1931-2016), z którym miała córkę kostiumografa Magdalenę Jadwigę Rutkiewicz-Luterek (ur. 1962). Była drugą żoną aktora Stanisława Mikulskiego, z którym miała dwóch synów Bartłomieja oraz Grzegorza, zmarłych tuż po urodzeniu w 1972 i 1973 roku.

## Filmografia
- 1981 – Szarża, czyli przypomnienie kanonu
- 1981 – W obronie własnej
- 1980 – Dzień Wisły
- 1980 – Przed maturą
- 1979 – Godzina "W"
- 1979 – Gwiazdy poranne
- 1979 – Róg Brzeskiej i Capri
- 1979 – Skradziona kolekcja
- 1978 – Gra o wszystko
- 1978 – Gdziekolwiek jesteś, panie prezydencie...
- 1976 – Niedzielne dzieci
- 1975 – Egzekucja w ZOO
- 1974 – Zwycięstwo
- 1973 – Nagrody i odznaczenia
- 1972 – Kwiat paproci
- 1971 – Złote Koło
- 1970 – Rejs
- 1969 – Ostatnie dni
- 1968 – Kierunek Berlin
- 1957 – Rozbijemy zabawę...